# Brachycaudus cerasicola
Brachycaudus cerasicola är en insektsart. Brachycaudus cerasicola ingår i släktet Brachycaudus och familjen långrörsbladlöss. Inga underarter finns listade i Catalogue of Life.